# Jan Ensing
Jan Ensing of ook wel Jan Ensingh (Groningen, 10 maart 1819 – Vlaardingen, 19 december 1894) was een Nederlandse schilder, tekenaar, lithograaf en onderwijzer.

## Leven en werk

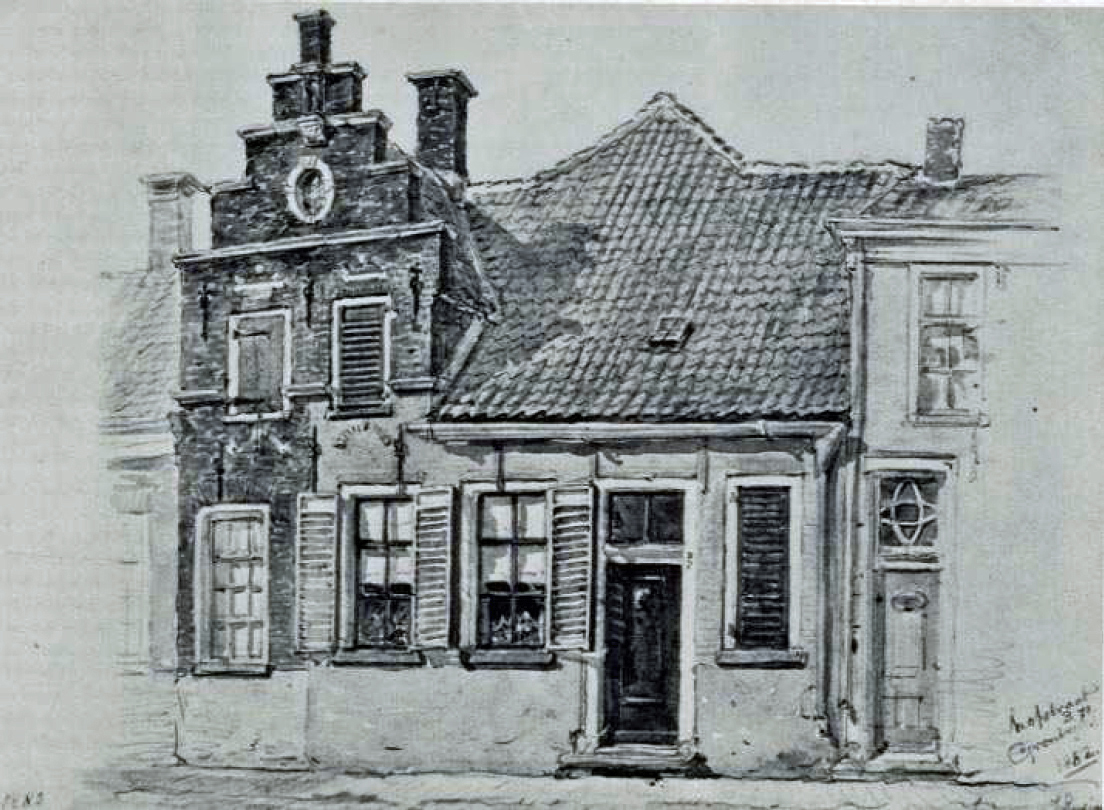
De woning van Ensing aan de Hofstraat te Groningen op een door hem in 1882 gemaakte aquarel

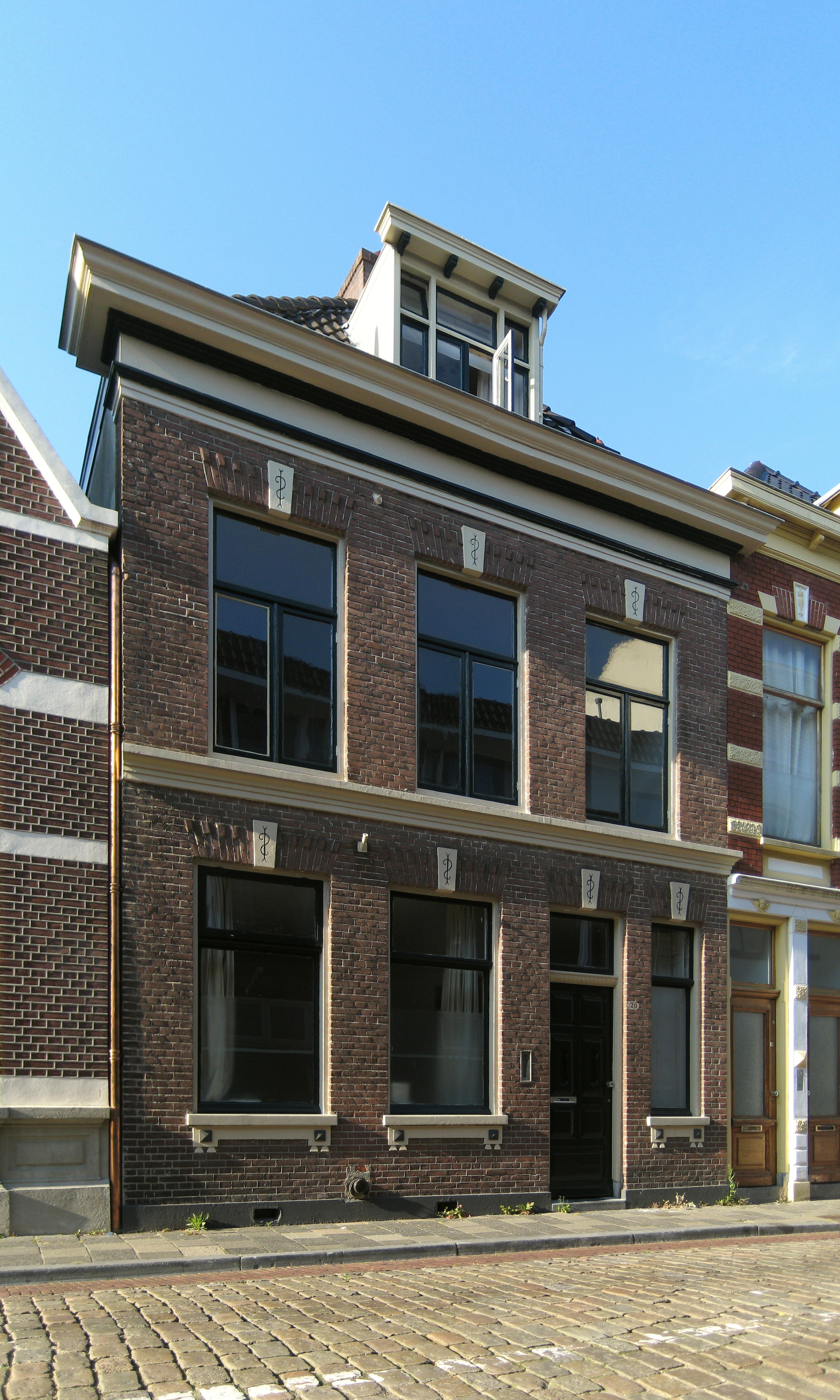
Ensings voormalige woning aan de Hofstraat in 2013

Ensing werd in 1819 in Groningen geboren als zoon van de winkelier en koopman Jan Ensing en van Geertje Kuipers. Hij ontving aldaar zijn kunstopleiding bij het genootschap Minerva van de uit Amsterdam afkomstige tekenleraar Jacob Bruggink (1801-1855). In 1840 won zijn schilderij Kunstgevoel - Pictura's doel, met de afbeelding van de gelagkamer van een dorpsherberg, de door het Kunstlievend Genootschap Pictura uitgeloofde prijs. Ook in 1842 won hij deze prijs van Pictura nu met zijn inzending Paarden in het wed. In 1850 werd Ensing zelf docent aan de Academie Minerva. Hij gaf daarnaast ook les aan diverse scholen in Groningen. Van 1861 tot 1872 was hij verbonden aan de school voor jongejuffrouwen, van 1864 tot 1891 doceerde hij ook aan de rijkskweekschool en van 1879 tot 1891 aan de rijksnormaalschool. Als kunstenaar maakte hij landschappen, stads- en dorpsgezichten, figuurvoorstellingen en portretten. Van 1841 tot 1893 was hij lid van het Groninger Kunstlievend Genootschap Pictura, waarvan hij in 1874 werd gekozen tot bestuurslid.
Ensing trad op 27 april 1842 in het huwelijk met de eveneens in Groningen geboren Catharina Jager. Hun dochter trouwde met een Vlaardingse reder en haringhandelaar. Tijdens zijn bezoeken aan Vlaardingen maakte hij enkele tientallen schetsen van vissers en vissersvrouwen. Ook maakte hij daar meerdere topografische afbeeldingen. Een deel van deze tekeningen is opgenomen in de Atlas Van Stolk. Zijn zoon Johannes was arts op Texel en in Schagen. In beide plaatsen maakte Ensing eveneens tekeningen. Hij woonde op het eind van zijn leven bij zijn dochter en schoonzoon in Vlaardingen. Aldaar overleed hij in december 1894 op 75-jarige leeftijd en werd begraven op de begraafplaats Emaus.
Meerdere Nederlandse musea bezitten werk van Ensing in hun collecties. Het Noordelijk Scheepvaartmuseum heeft een door Ensing in 1835 gemaakte schets van een Groninger zeeman. Het Museum Vlaardingen heeft in de collectie een olieverfschildering met daarop afgebeeld de Vlaardingse reder Jacob den Breems. Het Groninger Museum bezit de door hem geschilderde portretten van zijn dochter en zijn schoonzoon, een Vlaardingse reder.
In de stad Groningen is het pand Hofstraat 20 tot gemeentelijk monument verklaard, mede omdat het huis van 1842 tot 1893 werd bewoond door "de bekende Groninger tekenaar, schilder en onderwijzer Jan Ensing". Het pand kreeg in het begin van de 20e eeuw een nieuwe voorgevel, maar bouwhistorici konden aan de hand van twee aquarellen die Ensing in 1882 van het pand maakte goed nagaan hoe het er daarvoor van buiten en ten dele van binnen uitzag.
In 1981 werd in het universiteitsmuseum van Groningen een tentoonstelling aan het werk van Ensing gewijd. Voor die gelegenheid schreef J. Schuller tot Peursum-Meijer Jan Ensing 1819-1894. Tekenaar, schilder en onderwijzer te Groningen. Samen met Rudi Ekkart schreef zij ook de catalogus Groninger academieportretten met onder meer de door Ensing gemaakte portretten. Eerder waren diverse van zijn tekeningen te zien tijdens tentoonstellingen in 1925 over Groningse kerken, kloosters, gasthuizen en kloosterhuizen en over het Groningse volksleven in het midden van de 19e eeuw in het Museum van Oudheden.
In de Groningse wijk Hoogkerk is een straat naar hem genoemd: de Jan Ensinglaan.

## De portrettengalerij van de Rijks Universiteit Groningen
In zijn hoedanigheid als portretschilder werd Ensing in 1854 aangezocht de portretten te schilderen van de negentien toenmalige professoren ter gelegenheid van de nieuwbouw van het academiegebouw in 1850. Het was het begin van de portrettengalerij van de Rijks Universiteit Groningen die zich bevindt in de Senaatskamer van het huidige Academiegebouw uit 1909. Tot de door hem geportretteerde hoogleraren behoren onder anderen:
| - Jacob Baart de la Faille - Izaak van Deen - Willem Adriaan Enschede - Franz Zacharias Ermerins - Jan Willem Ermerins - Cornelis Marinus Francken - Frederik Christiaan de Greuve - Herman Christiaan van Hall - Jan Hissink Jansen | - Petrus Hofstede de Groot - Willem Jonckbloet - Petrus Johannes van Kerckhoff - Barthold Henrik Lulofs - Claas Mulder - Herman Muntinghe - Willem Muurling - Hendrik Nienhuis - Johan Frederik van Oordt | - Lodewijk Gerlach Pareau - Carl Christian Levin Phaelig - Jacobus Hermannus Philipse - Jacobus de Rhoer - Jacques Adolphe Charles Rovers - Cornelis Star Numan - Josué Jean Philippe Valeton - Matthias de Vries |

Ook de pedel Eltje Smit werd door hem afgebeeld

## Fotogalerij

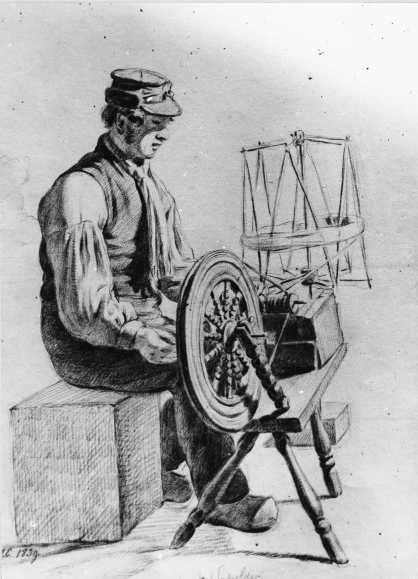
Wever en spinner (1839)
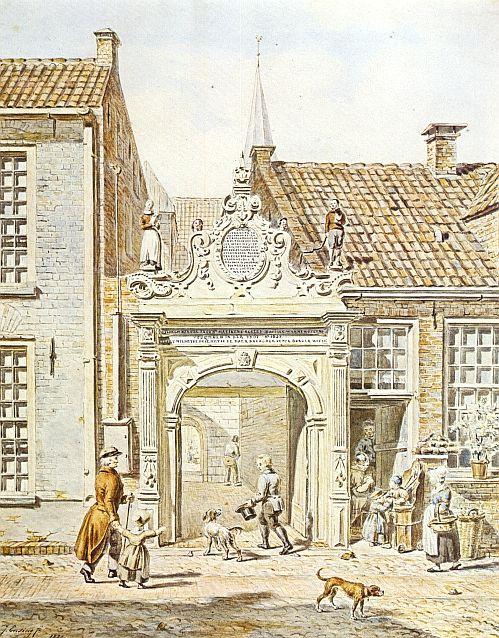
Rode Weeshuis in Groningen in 1839
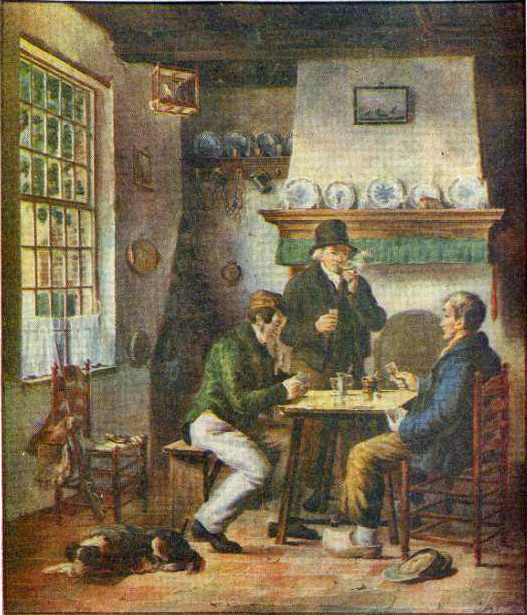
Bekroond schilderij Kunstgevoel Pictura's doel (1840)
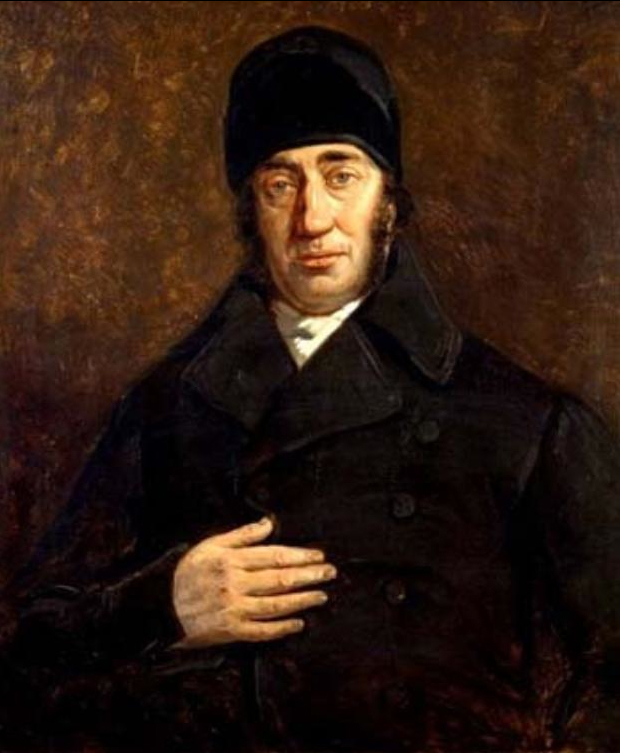
Portret van de Vlaardingse reder Jacob den Breems (1851)
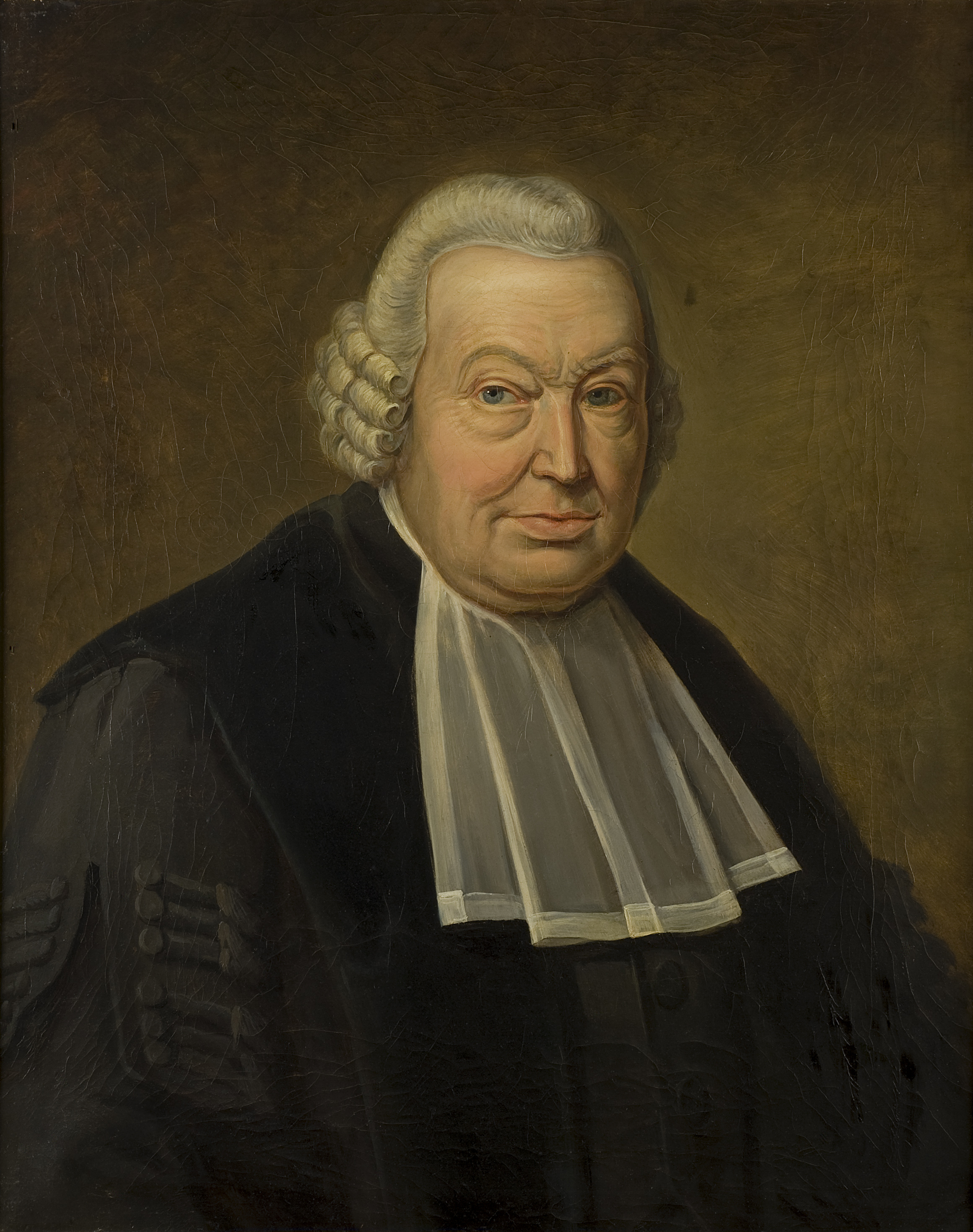
Portret Jacobus de Rhoer (1854)
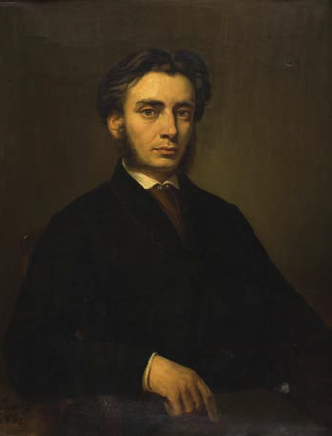
Portret Paulus Kikkert (1863)
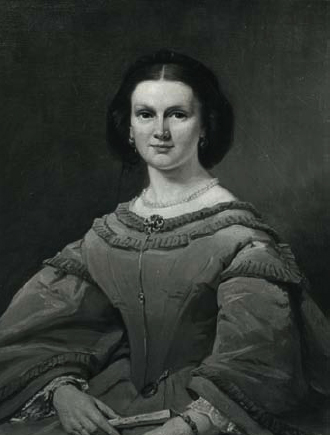
Portret Agatha Kikkert-Ensing (1863)
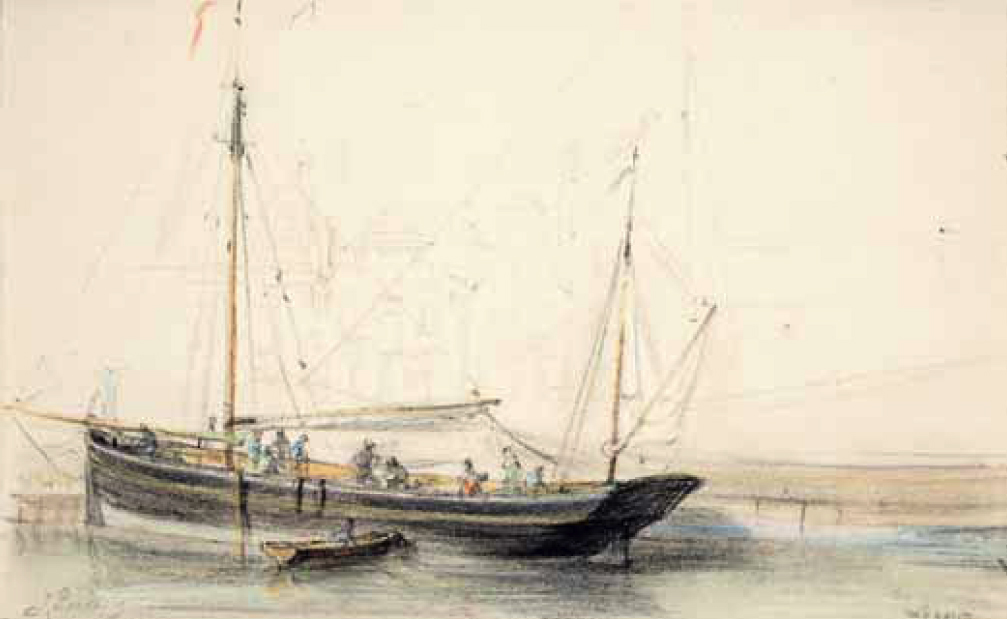
Logger aan de kade (tussen 1865 en 1881)